# Comuna de Bakú
Los comunistas de Azerbaiyán se rebelaron el 15 de noviembre de 1917 y tomaron Bakú el 8 de mayo de 1918 proclamando la Comuna de Bakú.
El 12 de abril de 1918 el partido Musavat intentó ocupar Bakú pero se les opusieron los izquierdistas de la comuna, que lo derrotaron. En julio de 1918 los izquierdistas de Bakú se dividieron. Algunos querían obtener la ayuda británica (los británicos se habían establecido en Persia) para rechazar a los turcos. Los mencheviques y los armenios (miembros del Dashnak) favorecían la intervención. Los bolcheviques dimitieron el 31 de julio de 1918, y con ello acabó la Comuna de Bakú, dando paso a un nuevo gobierno (la Dictadura del Caspio Central).
La Comuna de Bakú, una entidad política de corta vida, duró del 13 de abril al 25 de julio de 1918. Llegó al poder tras una confrontación sangrienta con la población musulmana, conocida como Jornadas de Marzo en Bakú. Durante su breve existencia la Comuna tuvo que enfrentarse a varios problemas: desde el desabastecimiento de alimentos y suministros hasta la amenaza del poderoso Ejército otomano que quería atacar Bakú. A pesar de las difíciles condiciones, la Comuna llevó a cabo diversas reformas sociales, como la nacionalización de la industria del petróleo. El proceso de nacionalización fue sencillo, poniendo bajo control militar las instalaciones y aplicando la dictadura del proletariado teorizada por Lenin. Así es como Víctor Serge describió la situación de mayo, junio y julio, y el estado del pequeño Ejército Rojo de Bakú:

«En mayo, junio y julio los habitantes solo podían recibir diminutas raciones de nueces y semillas de girasol; las pequeñas cantidades de maíz que el sóviet consiguió traer por mar estaban reservadas para las tropas. Los intentos de requisas fueron realizados por el pequeño Ejército Rojo de Bakú, un cuerpo pobremente disciplinado y gestionado, compuesto mayoritariamente por armenios que eran ajenos al espíritu revolucionario del proletariado. Bebían en exceso y saqueaban a los campesinos musulmanes, causando desafección entre ellos.»

El 5 de junio de 1918, el Ejército Rojo de Bakú repelió un asalto realizado por tropas otomanas abrumadoramente superiores en número, pero más tarde lanzó un asalto infructuoso contra Ganja, localidad donde se encontraba el cuartel general del Ejército Islámico del Cáucaso (unidad otomana) y fue obligado a retirarse a Bakú. En este punto, los dashnaks, eseristas de derecha y mencheviques comenzaron a negociar con el general Lionel Dunsterville, comandante de las tropas británicas en Persia, invitando a sus tropas a Bakú para defender la ciudad de un inminente ataque otomano. Los bolcheviques y sus aliados izquierdistas se opusieron a este plan, pero el 25 de julio la mayoría del sóviet votó el llamamiento a los británico, y los bolcheviques dimitieron.
Los dirigentes de la Comuna de Bakú fueron encarcelados acusados de participar en formaciones militares ilegales y saqueo militarizado, particularmente durante las atrocidades cometidas en las Jornadas de Marzo, y fueron reemplazados por la Dictadura del Caspio Central.
Al contrario de lo que sucedió en muchas zonas de Rusia, donde los bolcheviques consiguieron una mala reputación por ejecutar cruelmente a aquellos que no les apoyaban, los bolcheviques de Bakú no fueron tan estrictos. La Cheka de Bakú ejecutó solo a dos personas, ambas miembros del sóviet sorprendidos malversando fondos públicos: el comisario de Finanzas, Aleksandr Kireev, y el comisario del vapor Meve, Serguéi Prokovski.